# Конфабуляция
Конфабуля́ции (лат. confābulārī — болтать, рассказывать) — ложные воспоминания, в которых факты, бывшие в действительности либо видоизменённые, переносятся в иное (часто в ближайшее) время и могут сочетаться с абсолютно вымышленными событиями.
В классическом понимании, введённом в психиатрию в 1866 году К. Л. Кальбаумом, конфабуляции являются видом парамнезий, заключающихся в том, что больной сообщает о вымышленных событиях, никогда не имевших места в его жизни. Этим конфабуляции отличаются от псевдореминисценций — другого вида парамнезий, при которых происходит смещение в памяти событий, действительно происходивших, но в другое время. Конфабуляции иногда образно называют «галлюцинациями воспоминания» (в отличие от псевдореминисценций — «иллюзий воспоминания»). Однако в современной психиатрии существует тенденция объединять конфабуляции и псевдореминисценции под общим термином «конфабуляции».
Таким образом, под конфабуляциями принято понимать расстройства памяти, нередко сопровождающие прогрессирующую амнезию: события, действительно имевшие место, амнезируются («забываются»), а возникающие пробелы в памяти восполняются вымыслами. Конфабуляции могут заполнять пробелы памяти больного, тем не менее наличие пробелов памяти для формирования конфабуляций совсем не обязательно: они могут формироваться при отсутствии амнезии и гипомнезии. Содержание конфабуляций часто фантастическое, но это не всегда обязательно. Кроме того, возможен и наплыв конфабуляций, сопровождающийся дезориентировкой (конфабуляционная спутанность).

## Классификация
Конфабуляции, как правило, являются симптомом различных психических заболеваний и могут сочетаться с нарушениями памяти разной глубины и степени выраженности, ориентировки во времени и пространстве, а в некоторых случаях и мышления.
Различают конфабуляции:
1. По содержанию[1]:
  - экмнестические конфабуляции прошлой жизни — сдвиг ситуации в прошлое, то есть утрата реального представления пациента об окружающей действительности и собственном возрасте;
  - мнемонические — вымыслы о событиях текущей (обыденной) жизни;
  - фантастические — изобилующие неправдоподобными, фантастическими сведениями, часто имеют место при парафренном синдроме;
2. По происхождению[7]:
  - бредовые — возникают в связи с бредовыми идеями, имеющими место у больного, и не связаны с нарушениями памяти или помрачением сознания;
  - внушённые (непродуктивные) — возникающие не спонтанно, а будучи спровоцированными подсказкой, наводящими вопросами, бывают проявлением корсаковского синдрома.
  - мнестические (замещающие, конфабуляции памяти) — возникают для замещения пробелов памяти, делятся на экмнестические (относящиеся к прошлому) и мнемонические (относящиеся к настоящему);
  - онейрические — обусловленные расстройствами сознания продуктивного типа, отражают тематику перенесённого психоза при интоксикационных, инфекционных, некоторых органических психозах, шизофрении, эпилепсии, галлюцинозах, онейроиде и т. п.;
  - экспансивные — отражают идеи, связанные с бредом величия, например, необычного физического здоровья, интеллектуальной одаренности, гениальности, богатства, высокого происхождения, изобретательства и т. п.

## В психологии
Под конфабуляцией в психологии понимается заполнение пробелов памяти или добавление деталей. Так как человеческая память по своей природе реконструктивна (то есть при воспоминании мозг заново конструирует события, часто пользуясь информацией, полученной после них), согласно психологическому определению, конфабуляция может наступать не только во время психических заболеваний, но и на протяжении жизни здорового человека. Это может быть сознательным действием, когда кто-то сознательно дополняет частичные воспоминания о каких-то событиях, или бессознательным, когда фальсификация служит защитным механизмом.

## Диагностика и лечение
Спонтанные конфабуляции из-за их непроизвольного характера нельзя контролировать в лабораторных условиях. Однако спровоцированные конфабуляции могут быть исследованы в различных теоретических контекстах. Механизмы, лежащие в основе вызванных конфабуляций, могут быть применены к спонтанным механизмам конфабуляции. Основная предпосылка исследования конфабуляций заключается в поиске ошибок и искажений в тестах памяти человека.

### Опыт Диза — Родигера — МакДермотта
Конфабуляция может быть обнаружена с помощью опыта Диза — Родигера — МакДермотта. Участники прослушивают аудиозапись нескольких списков тематически связанных слов. Затем участников попросят вспомнить слова в своём списке. Если участник вспоминает слово, которое никогда не было указано в списке, это считается конфабуляцией.

### Задачи распознавания
Конфабуляция также может быть исследована с использованием задач непрерывного распознавания. Как правило, в задаче распознавания участникам быстро представлены изображения. Некоторые из этих изображений показаны один раз, другие показаны несколько раз. Участники нажимают клавишу, если они видели изображение ранее. По истечении определённого периода времени участники повторяют задачу. Больше ошибок во второй задаче, по сравнению с первой, свидетельствуют о путанице, которая говорит о ложных воспоминаниях.

### Задачи воспоминаний
Конфабуляция также может быть обнаружена с помощью задачи воспоминаний. Участников просят вспомнить истории (семантические или автобиографические), которые им очень знакомы. Эти истории закодированы для определения ошибок, которые можно классифицировать как искажения в памяти. Искажения могут включать фальсификацию истинных элементов истории или включение деталей из совершенно другой истории. Ошибки, подобные этим, будут свидетельствовать о конфабуляции.

### Лечение
Лечение конфабуляции в определённой степени зависит от причины или источника, если их можно идентифицировать. Например, лечение синдрома Вернике — Корсакова включает в себя высокие дозы витамина В с целью устранения дефицита тиамина. Если нет известной физиологической причины, то для лечения конфабуляции используются более общие когнитивные методы. В тематическом исследовании, опубликованном в 2000 году, было показано, что обучение самоконтролю уменьшило спутанные взаимосвязи. Хотя это лечение кажется многообещающим, необходимы более строгие исследования, чтобы определить эффективность терапии самоконтроля в общей популяции пациентов.